# Michel Dupré
Michel Dupré es un deportista francés que compitió en judo. Ganó dos medallas de oro en el Campeonato Europeo de Judo, en los años 1951 y 1954.

## Palmarés internacional
| Campeonato Europeo | Campeonato Europeo | Campeonato Europeo | Campeonato Europeo |
| Año                | Lugar              | Medalla            | Categoría          |
| ------------------ | ------------------ | ------------------ | ------------------ |
| 1951               | París (Francia)    | Medalla de oro     | 1.er kyu           |
| 1954               | Bruselas (Bélgica) | Medalla de oro     | 2.º dan            |